# Ziarul Clujeanului
 Ziarul Clujeanului era numele unui cotidian local din România, care a apărut la Cluj-Napoca între anii 2003 și 2007.
Ziarul Clujeanului era realizat de echipa care produce și săptămânalul tipărit Clujeanul.
Ultima ediție a cotidianului tipărit a apărut în 8 iunie 2007. 
După acea dată, Ziarul Clujeanului a devenit cotidian exclusiv online, primul de acest fel din Cluj.
Tot atunci s-a schimbat și denumirea, renunțându-se la cea de "Ziarul Clujeanului" și la adresa ziarulclujeanului.ro pentru a se folosi titlul "Clujeanul" și site-ul Clujeanul.ro atât pentru cotidianul online, cât și pentru săptămânalul tipărit.
Odată cu renunțarea la ediția tipărită, redacția publică materiale și știri din Cluj imediat ce se întâmplă și nu doar a doua zi, precum un cotidian tradițional.

Ziarulclujeanului.ro a reapărut online în ianuarie 2025 ca un website de știri dedicat tinerilor. 